# George Evans (4e baron Carbery)
Pour les articles homonymes, voir George Evans (homonymie).
George Evans, 4e baron Carbery (18 février 1766 - 31 décembre 1804) est un pair et homme politique britannique.

## Biographie
Carbery est le fils de George Evans (3e baron Carbery), et de sa seconde épouse Elizabeth, fille de Christopher Horton. Il fait ses études au collège d'Eton de 1778 à 1781 et est admis à Trinity College, Cambridge le 5 mai 1784.
Il succède à son père dans sa baronnie (irlandaise) en 1783 et hérite d'un domaine lourdement endetté. Le 18 février 1793, il est nommé sous-lieutenant du Northamptonshire. Après que le comte de Westmorland ait levé un régiment de cavalerie de volontaires du Northamptonshire en 1797, il en est nommé lieutenant-colonel le 20 avril 1797. Il est élu à la Chambre des communes pour Rutland en 1802, poste qu'il occupe jusqu'à sa mort prématurée deux ans plus tard.

## Vie privée

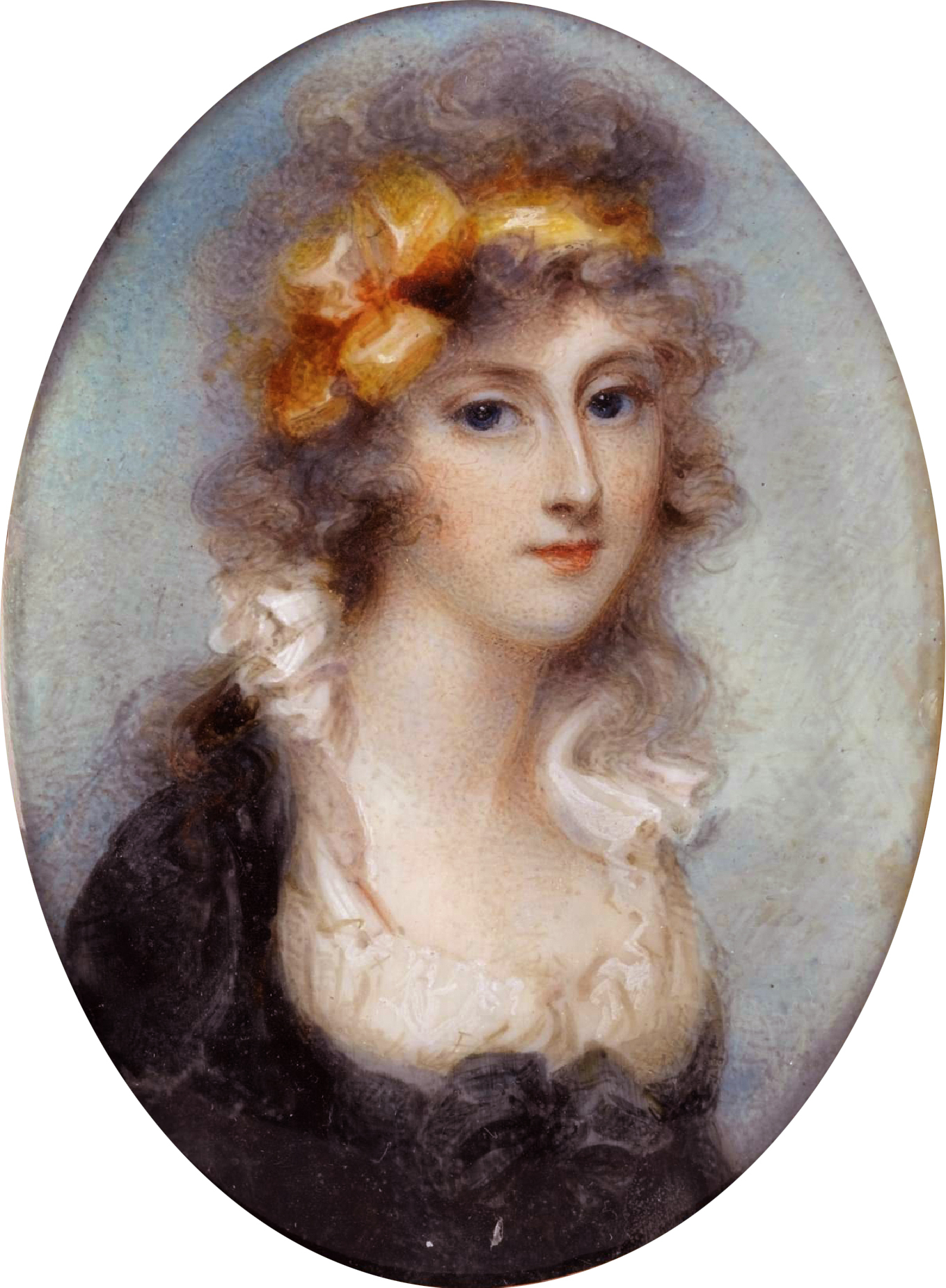
Susan, Lady Carbery (Anne Mee, 1795)

Lord Carbery épouse Susan, fille naturelle et héritière du colonel Henry Watson, en 1792. Ce dernier lui a légué la fortune qu'il a acquise en tant qu'ingénieur en chef pour la Compagnie britannique des Indes orientales. Sa fortune lui offre la possibilité de rembourser les dettes de la succession, mais il doit accepter un accord de mariage lui accordant une jointure de 2 000 £ par an. Elle ne devait pas seulement garder sa propre fortune, mais recevoir ses biens anglais s'il mourait sans descendance de sa part. Ils n'avaient pas d'enfants.
Il meurt en décembre 1804, à l'âge de 38 ans, de l'éclatement d'un vaisseau sanguin à l'hôtel Reddish's à Londres. Il est remplacé dans la baronnie par son oncle, John Evans. Lady Carbery se remarie plus tard et meurt en octobre 1828.